# Talmine
Talmine là một đô thị thuộc tỉnh Adrar, Algérie. Dân số thời điểm năm 2002 là 9.469 người.